# Alte Landesschule Korbach
Die Alte Landesschule Korbach (kurz: ALS) ist das einzige allgemeinbildende Gymnasium in Korbach. Es kann ohne Unterbrechung auf eine mehr als 440-jährige Geschichte zurückblicken und gehört damit zu den ältesten Schulen Hessens. Derzeit geleitet wird sie von Alexander Flake.

## Geschichte
Die Gründung als humanistische Gelehrtenschule erfolgte durch die Waldecker Grafen am 7. Mai 1579 in den Gebäuden des ehemaligen Franziskaner-Observanten-Klosters (1487–1566). Besonders in ihrer Frühzeit gelang es der Schule, bekannte Gelehrte als Lehrer zu gewinnen. Dazu muss man sich allerdings klarmachen, dass den Gymnasien damals eine weitaus bedeutendere Stellung zukam als heute. Zwischen den Gymnasien der Frühen Neuzeit und den Universitäten bestand meist eine sehr enge Beziehung. Das Gymnasium in Korbach stand vor allem mit der Philipps-Universität Marburg in engem Austausch. Der erste Leiter des Korbacher Gymnasiums war Lazarus Schoner (1543–1607). Er war zuvor Pädagogiarch und Professor der Philosophie in Marburg gewesen. 1580 erfolgte die Berufung des Rudolf Goclenius des Älteren. Diese scheiterte jedoch am Einspruch des Landgrafen von Hessen Wilhelm IV., in dessen Dienst Goclenius stand. 1581 erfolgte die Berufung von Wilhelm Adolf Scribonius als Lehrer für Logik und Leiter der dritten Klasse. Er wurde vor allem als Hexentheoretiker durch seine Verteidigung des Hexenbades bekannt.
Das ehemals humanistische Landesgymnasium wurde im April 1936 auf Erlass des Reichserziehungsministers Bernhard Rust in eine Deutsche Oberschule umgewandelt und erhielt seinen heutigen Namen.
Nach dem Einmarsch der Amerikaner gegen Ende des Zweiten Weltkriegs wurde die Schule vorübergehend geschlossen und am 1. Dezember 1945 als Realgymnasium wieder eröffnet.
Aus der 1952 gegründeten Schulpartnerschaft mit dem Lycée Littré in Avranches (Normandie) entstand 1963 eine Städtepartnerschaft der beiden Städte.
Aufgrund des starken Anstiegs der Schülerzahl zog das Gymnasium in den 1970er Jahren aus dem Altbau in der Klosterstraße in den Neubau an der Solinger Straße, wo es sich bis heute befindet.
Zum Schuljahresbeginn 2019/2020 besuchten 1041 Schüler die Alte Landesschule, davon 462 Jungen und 579 Mädchen. Im Juni 2018 bestanden 93 Schüler ihr Abitur.
Für negative Schlagzeilen sorgte der aufgrund des Wechsels zu G8 „doppelte“ Abiturjahrgang 2013: Nach fehlerhafter Planung des obligatorischen Abiballs wurde ein Defizit von 5000 € erwirtschaftet. Auf den Kosten blieb zunächst eine einzelne Schülerin sitzen.

### Historische Übersicht der Schulleiter
- Lazarus Schoner (1579–1586)

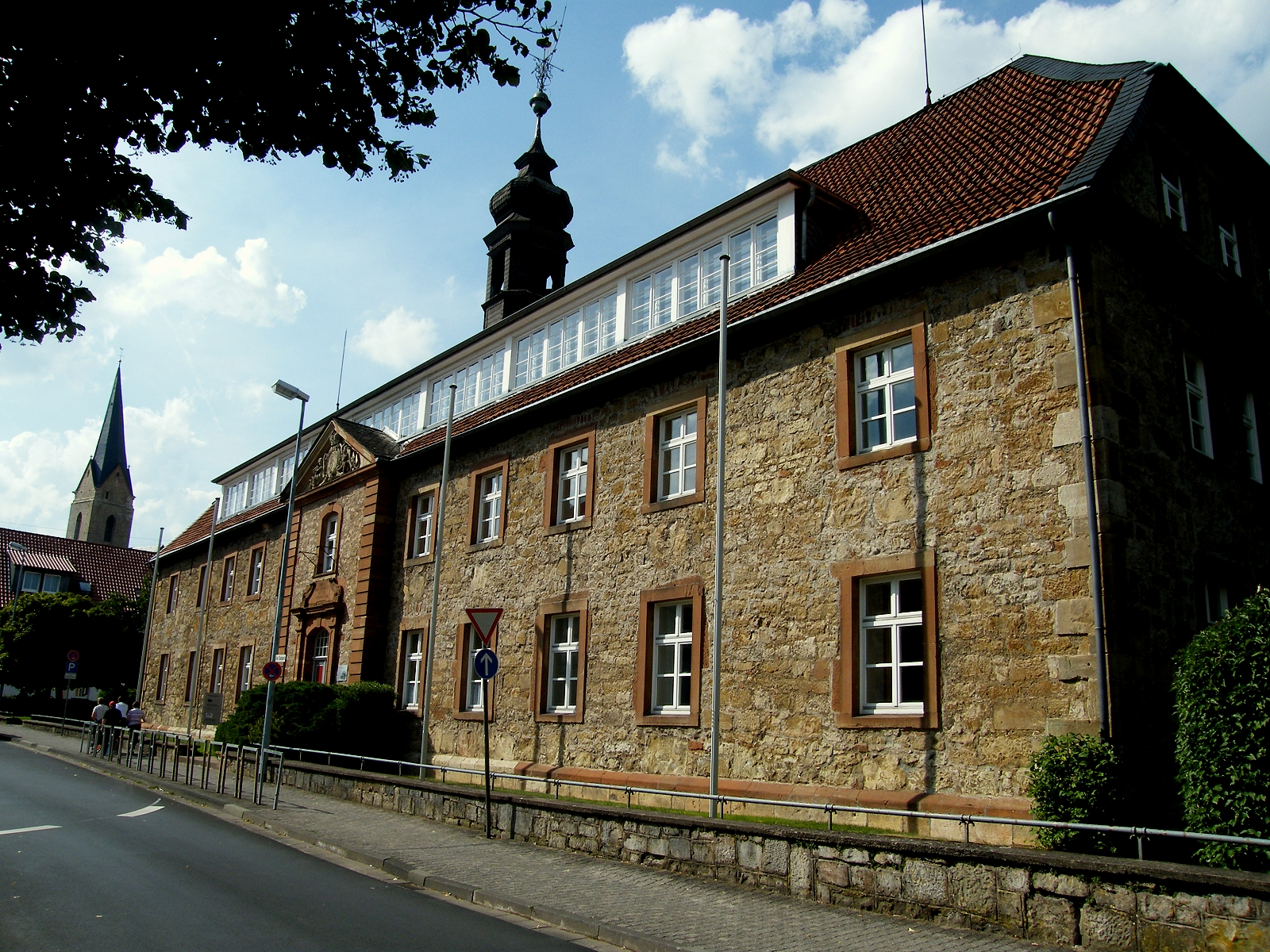
ehem. Alte Landesschule

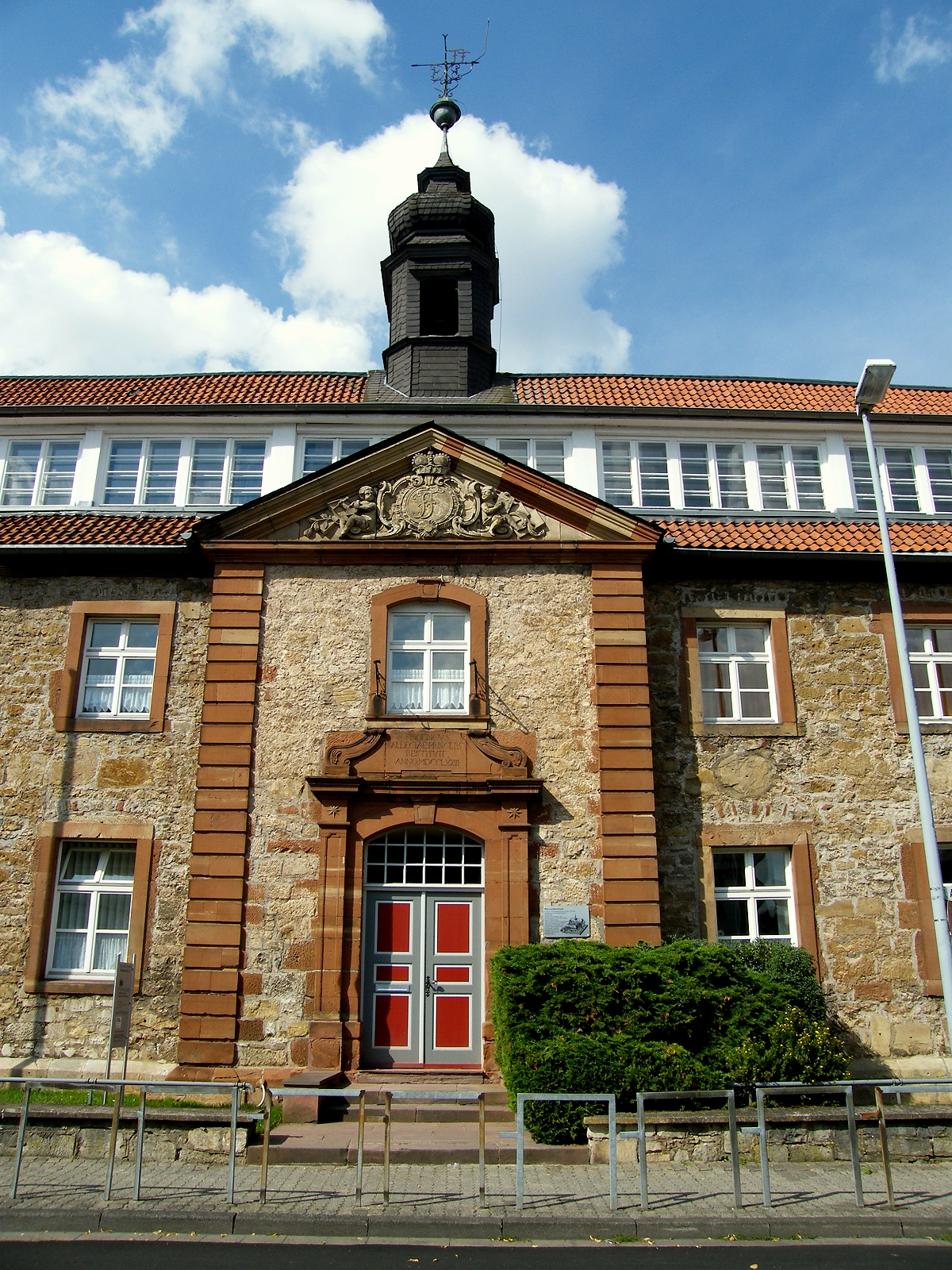
ehem. Alte Landesschule (Kloster)

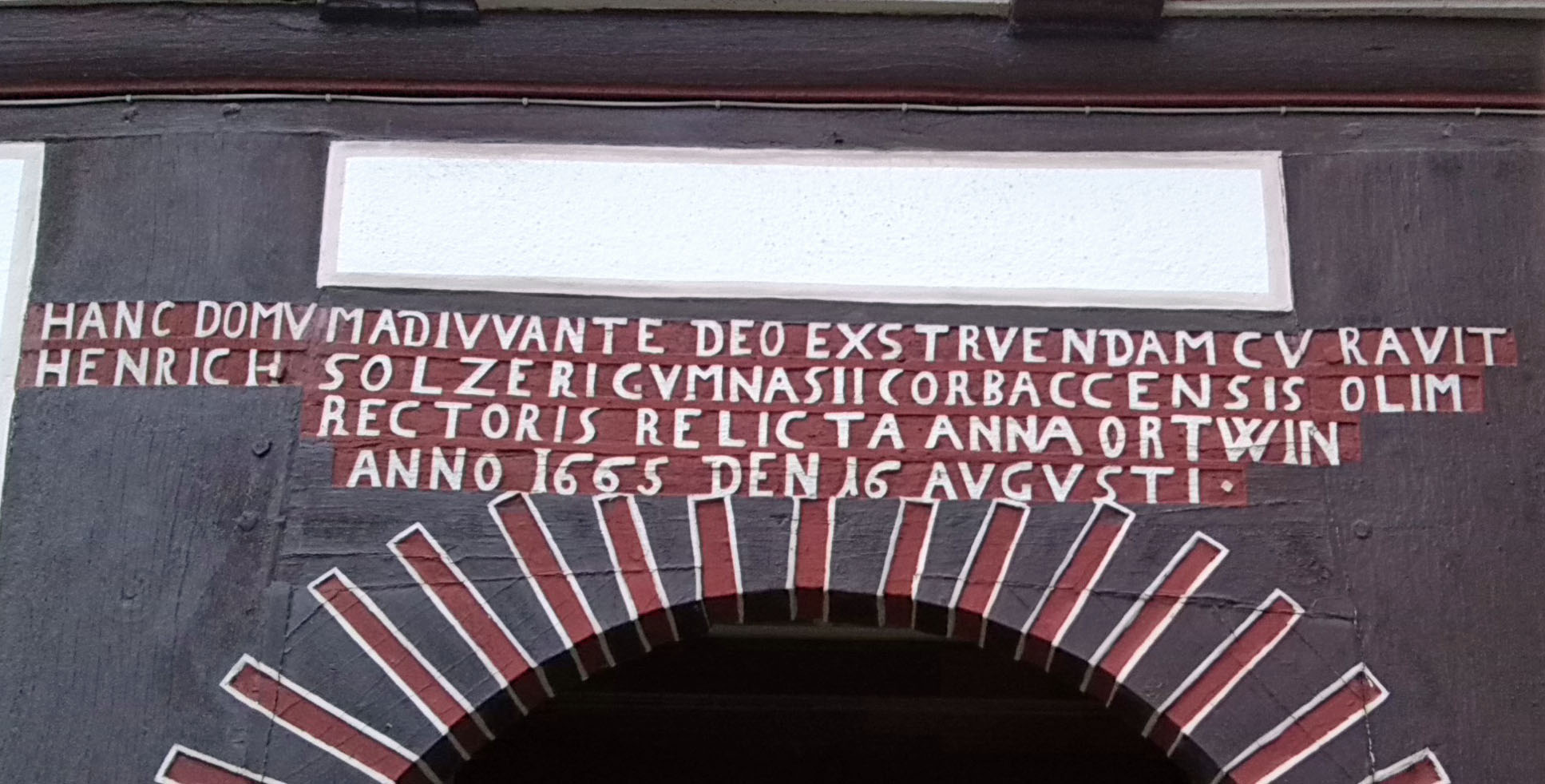
Inschrift von 1665 des H. Sölzer-Hauses in Korbach, Kirchstr. 22

- Wilhelm Adolf Scribonius (1581–1600), Lehrer
- Rainer Lange (1589–1592)
- Heinrich Crantz (1603–1608)
- Stefan Ritter (1616–1635)
- Heinrich Sölzer (1637–1650)
- Wilhelm Scipio (1650–1658)
- Christian Nifanius (1658–1664)
- Konrad Samuel Schurzfleisch (1665–1667)
- Jakob Reichard (1667–1670)
- Johann Christoph Frank (1670–1681)
- Martinus Michaelis (1681–1684)
- Johann Franz Scipio (1686–1695)
- Johann Christian Stiegehauss (1707–1714)
- Friedrich Wilhelm Vogel (1716–1746)
- Jeremias Nicolai (1746–1758)
- Christian Heinrich Engelhard (1758–1768)
- Friedrich Samuel Winterberg (1768–1775)
- Christian Wilhelm Kreusler (1775–1786)
- Friedrich Samuel Winterberg (1788–1799)
- Johann Christian Friedrich Strube (1799–1836)
- Carl Friedrich Weigel (1837–1854)
- Louis Friedrich Christian Curtze (1854–1861)
- Gideon Vogt (1862–1866)
- Carl Diemer (1867–1875)
- Hermann Genthe (1875–1878)
- Theodor Hartwig (1878–1885)
- August Wiskemann (1885–1912)
- Wilhelm Armbröster (1912–1926)
- Heinrich Dieterich (1926–1945)
- Ludwig Wagner, kommissarisch (1945–1946)
- Alfred Ehrentreich (1946–1962)
- Erwin Hartmann (1962–1974)
- Theo Mock (1975–1995)
- Karl-Heinz Keudel (1995–2003)
- Robert Gassner (2003–2020)
- Christoph F. Aßman (2021–2023)
- Alexander Flake (seit 2023)

## Bekannte ehemalige Lehrer
- Carl Curtze (ab 1831)
- Louis Friedrich Christian Curtze
- August Waldeck, Konrektor

## Ehemalige Schüler
- Matthias Martinius (1572–1630), Abitur 1589, ev. Theologe und Philologe
- Heinrich Bangert (1610–1665), Pädagoge und Historiker
- Heinrich Leonhard Schurzfleisch (1664–1722), Jurist, Historiker und Bibliothekar
- Johann Adolph Theodor Ludwig Varnhagen (1753–1829), Abitur 1772, Historiker und Theologe
- Christian Karl Josias Freiherr von Bunsen, Abitur 1808, preußischer Botschafter
- August Schreiber (1797–1869), Forstbeamter und Landrat
- Hermann Backhaus (1817–1901), Mitglied der Frankfurter Nationalversammlung und Professor für Landwirtschaftslehre und Nationalökonomie
- Jakob Wittgenstein (1819–1890), Kaufmann, Mäzen und Politiker
- August Orth (25. Juli 1828 – 11. Mai 1901), Abitur 1848, Architekt
- Carl Winterberg (1812–1872), waldeckischer Regierungschef
- Carl Giesecken, Abitur 1848, Jurist und Landrat
- Wilhelm Mogk, Abitur 1852, Amtsrichter und Parlamentarier
- Robert Waldeck, Abitur 1855, Jurist und Politiker
- Walther Herwig, Abitur 1856, preußischer Verwaltungsjurist, Doyen der Hochseefischerei und Begründer der deutschen Meeresforschung
- Friedrich Karl Henkel (1848–1930), Unternehmer, Gründer des Henkel-Konzerns
- Friedrich Boettcher (1842–1922), Abitur 1861, Reichstagsabgeordneter
- Victor Schultze (13. Dezember 1851 – 6. Januar 1937), Abitur ca. 1869, ev. Theologe, Christlicher Archäologe
- Hermann Kümmell, Abitur 1872, Chirurg (1. Appendektomie)
- August Bier, Abitur 1881, Chirurg, Spinalanästhesie
- Wilhelm Schwaner (1863–1944), Abitur 1881, Volkserzieher
- Otto Anthes (1867–1954), Abitur 1886, Schriftsteller und Pädagoge
- Rudolf Klapp (1873–1949), Chirurg (Drahtzug-Verfahren), Orthopäde (Klappsches Kriechen)
- Werner Schäfer (9. März 1912 – 25. April 2000), Abitur 1931, MPI für Virusforschung, Tübingen
- Adolf Otto Jäger (25. Juni 1920–5. Juni 2002), Abitur 1939, Professor für Psychologie und Begründer des Berliner Intelligenzstruktur-Modells
- Hans Hattenhauer (1931–2015), Abitur 1952, Rechtshistoriker, Rektor der Christian-Albrechts-Universität
- Friedrich Christian Delius (1943–2022), Abitur 1963, Schriftsteller, Georg-Büchner-Preis 2011
- Friedhelm Rost (1944–2022), Abitur 1963, Richter am Bundesarbeitsgericht
- Axel Bürgener, Abitur 1964, Generalleutnant
- Gerhard Zenke, Abitur 1964, Maschinenbau, Technische Universität Darmstadt
- Gert-Joachim Glaeßner, Abitur 1965, Politikwissenschaftler, Humboldt-Universität zu Berlin
- Werner Rabe, Abitur 1968, Sportjournalist, Bayerischer Rundfunk
- Wilhelm Schluckebier, Abitur 1969, Richter des Bundesverfassungsgerichts
- Martin Zenke, Abitur 1972, Stammzellforscher, Helmholtz-Institut für Biomedizinische Technik, Aachen
- Eberhard Stock, Abitur 1972, Oberlandeskirchenrat, Kassel
- Georg F. Backhaus, Abitur 1973, Agrarwissenschaftler, seit 2008 Präsident des Julius Kühn-Instituts, Quedlinburg
- Matthias Reim (* 1957), Schlagersänger
- Peter Pompetzki, Abitur 1989, verurteilter Elternmörder
- Cornelia Stella Gliem, Abitur 1992, Schriftstellerin
- Rainer Schüttler, Abitur 1995, Sportler, Tennis
- Marc Schlömer, Abitur 1997, Sportjournalist, Hessischer Rundfunk
- Frank Lamm, Abitur 1999, Kameramann (u. a. Novemberkind, Jonas – Stell dir vor, es ist Schule und du musst wieder hin!)
- Daniel May, Abitur 2000, Hessischer Landtagsabgeordneter
- Annika Niemeier, Abitur 2006, Frauenfußballerin, U19-Weltmeisterin 2004